# Église Saint-Aubin de Loigné-sur-Mayenne
Pour les articles homonymes, voir Église Saint-Aubin.
L'église Saint-Aubin est une église catholique située à Loigné-sur-Mayenne, en France.

## Localisation
L'église est située dans le département français de la Mayenne, dans le bourg de Loigné-sur-Mayenne, en bordure des routes départementales 1 et 609.

## Histoire
L'inventaire se déroule le 9 mars 1906. Le curé, M. Baudre, reçoit l'agent pour lui « faire entendre sa protestation et son refus de lui livrer les clefs de l'église. » De retour de la préfecture, le préposé fait les trois sommations légales et, devant l'indifférence générale des hommes et de la centaine de femmes présents, parvient à faire sa prisée.
L'édifice est inscrit au titre des monuments historiques depuis le 9 janvier 1926.

## Architecture et extérieurs

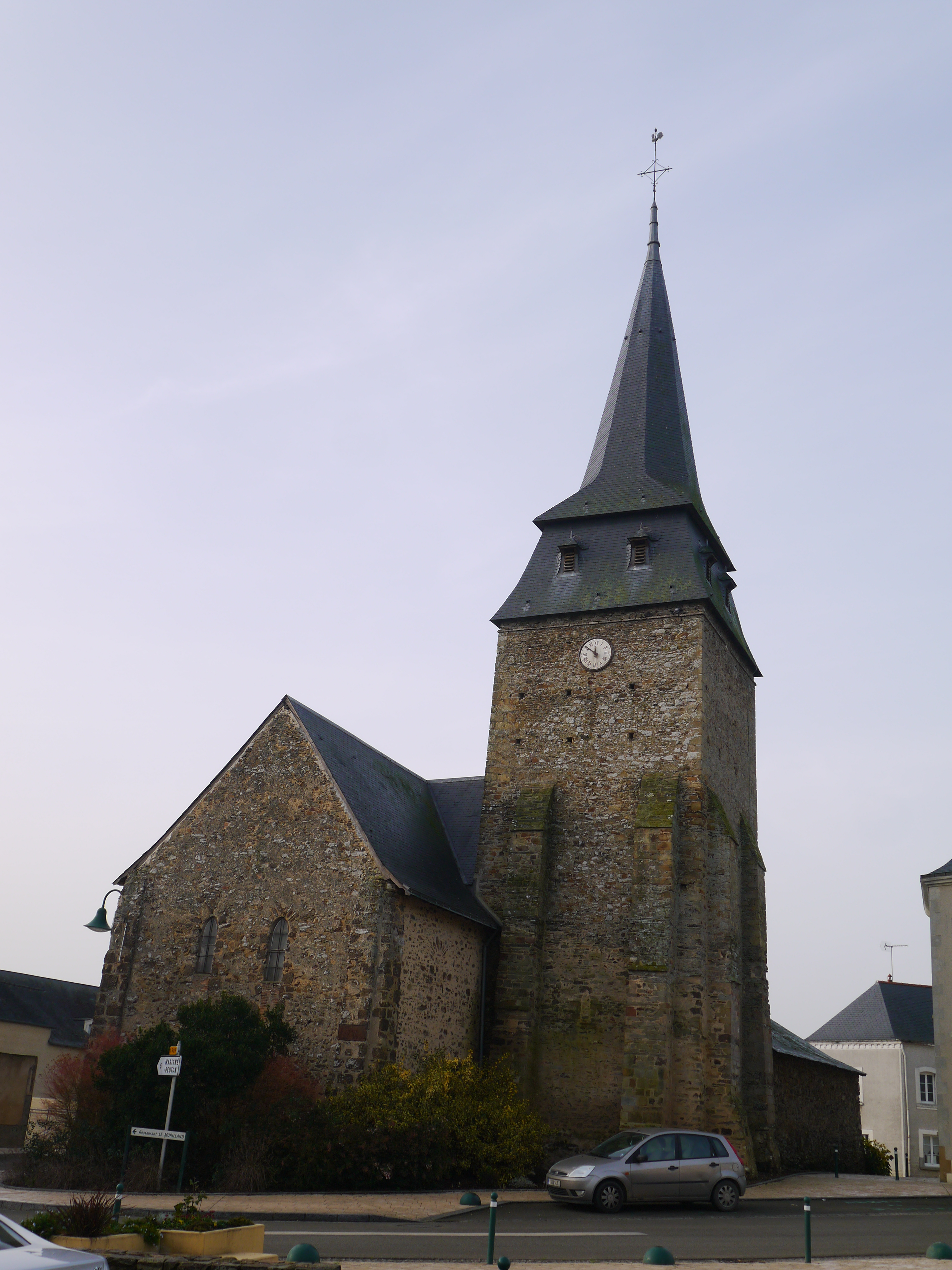
Le chevet et le clocher-tour.

L'église conserve une tour-clocher carrée romane, contre laquelle a été élevée au XVe siècle une chapelle formant avec la tour un bas-côté de trois travées. Du XVe siècle datent également les fenêtres flamboyantes percées au sud et les contreforts d'angle de la façade.
Le pignon occidental présente deux portes, dont une qui a été condamnée mais dont les contours demeurent visibles. Cette dernière était probablement réservée aux femmes tandis que la porte principale était, probablement encore, réservée aux hommes.

## Intérieur
L'édifice renferme une voûte en bois, une charpente apparente et deux retables en tuffeau et en marbre des XVIIe siècle et XVIIIe siècle.
Le retable du maître-autel est exécuté en 1657 par René Trouillard, architecte à Château-Gontier. Il se compose d'une Nativité et des statues en pierre polychrome de saint Pierre, saint Jean-Baptiste et saint Aubin. Orné de quatre colonnes de marbre, ce retable présente toutes les caractéristiques du retable lavallois.
Contre un des murs de l'église restent visibles les traces d'une sorte de degré, lequel menait probablement au sacraire.
Le retable de saint Sébastien, dans le bas-côté, est du XVIIIe siècle.